# أوتويا ياماغوتشي
أوتويا ياماغوتشي (باليابانية:山口 二矢) ، من مواليد 22 فبراير 1943 ، انتحر في 2 نوفمبر سنة 1960 ، وهو ياباني يميني متطرف، اشتهر ياماغوتشي لقتل أسانوما إنيجيرو طعناً بالسكين .

## وصلات خارجية
- Yasushi Nagao's picture